# Crouzilles
Crouzilles é uma comuna francesa na região administrativa do Centro, no departamento Indre-et-Loire. Estende-se por uma área de 14,59 km². Em 2010 a comuna tinha 528 habitantes (densidade: 36,2 hab./km²).